# Peggy Kleinplatz
Peggy Joy Kleinplatz (* 1959) ist eine kanadische Psychologin und Sexologin und bekannt für ihre Arbeit, in der sie die Medikalisierung der menschlichen Sexualität kritisiert.

## Leben
Kleinplatz graduierte 1981 von der University of Ottawa als B.A. (Honours) in Psychologie und 1987 als Ph.D. Sie diente als Associate Professor der Medizin und Clinical Professor der Psychologie an der University of Ottawa und ist ein Adjunct Research Professor an der Carleton University.
Kleinplatz und der US-amerikanische Mediziner Charles Allen Moser argumentieren, dass alle Paraphilien wie BDSM und Pädophilie aus dem Diagnostic and Statistical Manual of Mental Disorders (DSM) entfernt werden sollten. Kleinplatz schrieb, „daß die DSM-Kriterien für die Diagnose von ungewöhnlichen sexuellen Interessen als pathologisch auf einer Reihe von unbewiesenen und vor allem sogar ungetesteten Annahmen beruhen“. Sie hat auch die Medikalisierung von Frauenkörpern über Konzepte wie die Prämenstruelle dysphorische Störung und Dyspareunie kritisiert.

## Schriften
- als Hrsg.: New Directions in Sex Therapy: Innovations and Alternatives. Psychology Press, 2001, ISBN 0-87630-967-8.
- mit Charles Allen Moser: Sadomasochism: Powerful Pleasures. Routledge, 2006, ISBN 1-56023-639-6.